# リニエール＝ブトン
リニエール＝ブトン （Linières-Bouton）は、フランス、ペイ・ド・ラ・ロワール地域圏、メーヌ＝エ＝ロワール県の旧コミューン。
この農村コミューンはボージョワ地方に属し、ノワイヤンの南西に位置する。県で最も人口が少ないコミューンである。2016年12月15日、周辺の13のコミューンと合併しコミューン・ヌーヴェル（fr）であるノワイヤン＝ヴィラージュとなった。

## 地理
ボージョワ地方東部にある、アンジューのコミューンである。コミューン南側はオシオン川谷とロワール川谷に囲まれ、西はサルト川谷に囲まれている。

## 由来
地名には古いつづりが存在する。862年にはLinerias、18世紀にLininieres、19世紀にLinière-Bouton、その後Linières-Boutonとなった。
コミューン名称の起源はLineriasであろう。Linièreとは、繊維製品製造の原料であるアマの畑を意味している。Boutonは、リニエールに依存していたかつての軍事的要所の名である。
同じリニエールを冠するコミューンとして、サン・ジョルジュ・ド・リニエールがある。

## 歴史
トゥールのマルティヌスに依存する教会または礼拝堂が862年にこの地にあったことが証明されている。
アンシャン・レジーム時代、ボージェのセネシャル管区、アンジェ司教座、ブルグイユの司祭長に属していた。
フランス革命後に地方行政区画が再編され、1790年にムリエルヌ小郡へ、その後ノワイヤン小郡となった。1800年にボージェ郡となり、1926年にはソミュール郡となった。

## 人口統計
| 1962年 | 1968年 | 1975年 | 1982年 | 1990年 | 1999年 | 2008年 | 2013年 |
| ------ | ------ | ------ | ------ | ------ | ------ | ------ | ------ |
| 156    | 121    | 107    | 97     | 87     | 93     | 98     | 78     |

参照元:1962年から1999年まで人口の2倍カウントなし。1999年までEHESS/Cassini、2004年以降INSEE

## 経済
農業活動は、農場の急激な減少にもかかわらず、コミューンで重要な活動である。
コミューンで生産されるアペラシオンの農産品は以下のものである。
- IGP（保護指定地域表示）シードル・ド・ブルターニュまたはシードル・ブルトン
- IGPブフ・デュ・メーヌ、IGPポール・ド・ラ・サルト、IGPヴォライユ・ド・ルエ、IGPヴォライユ・デュ・メーヌ、IGPウフ・ド・ルエ